# آنا مارتينيز كولادو
آنا مارتينيز كولادو (بالإسبانية: Ana Luisa Martínez-Collado Martínez)‏ هي مؤرخة الفن إسبانية، ولدت في 13 ديسمبر 1961 في مدريد في إسبانيا.